# USS Pintado (SSN-672)
USS Pintado (SSN-672) – amerykański myśliwski okręt podwodny z napędem atomowym typu Sturgeon. Wyposażony był w pociski przeciwokrętowe Harpoon oraz rakietowe pociski przeciwpodwodne SUBROC z głowicą jądrową W55 o mocy 5 kT, a także w 23 torpedy Mk. 48 ADCAP i minotorpedy Mk. 60 Captor. "Pintado" zwodowano 16 sierpnia 1969 roku w Mare Island Naval Shipyard. Okręt został przyjęty do służby operacyjnej w marynarce wojennej Stanów Zjednoczonych 11 września 1971 roku, którą pełnił do 26 lutego 1998 roku.